# Sant'Andrea della Valle (titre cardinalice)
Le titre cardinalice de Sant'Andrea della Valle (ou Saint-André-de-la-Vallée) est érigé par le pape Jean XXIII en 12 mars 1960 par la constitution apostolique Quandoquidem.
Le titre cardinalice est attribué à un cardinal-prêtre et rattaché à l'église Sant'Andrea della Valle située dans le rione Sant'Eustachio de Rome.

## Titulaires
- Luigi Traglia (1960-1968)
- Joseph Höffner (1969-1987)
- Giovanni Canestri (1988-2015)
- Dieudonné Nzapalainga (2016-)

## Sources
- (it) Cet article est partiellement ou en totalité issu de l’article de Wikipédia en italien intitulé « Sant'Andrea della Valle (titolo cardinalizio) » (voir la liste des auteurs).